# 画眉谷
33°46′52″N 112°20′18″E / 33.78111°N 112.33833°E
画眉谷景区位于河南省鲁山县尧山镇，因有众多画眉鸟在此栖息繁衍，故名。因为景区中岩石、山水、野生动物及森林等都与长江三峡景区类似，所以也被称为“袖珍三峡”。目前该景区是河南省的重点旅游区、中国国家4A级旅游景区。
311国道贯穿画眉谷景区。画眉谷与石人山、龙潭峡、好运谷等景区都位于平顶山市。